# Collegio di Wycombe
Wycombe è un collegio elettorale inglese situato nel Buckinghamshire rappresentato alla Camera dei comuni del parlamento del Regno Unito. Elegge un membro del parlamento con il sistema maggioritario a turno unico; l'attuale parlamentare è Emma Reynolds del Partito Laburista, che rappresenta il collegio dal 2024.

## Estensione

Wycombe dal 2010 al 2024

- 1885-1918: il Municipal Borough di Chepping Wycombe, le divisioni sessionali di Burnham e Stoke, e parti della prima e seconda divisione sessionale di Desborough.
- 1918-1945: il Municipal Borough di Chepping Wycombe, i distretti urbani di Eton, Marlow e Slough, i distretti rurali di Eton e Hambleden, e parte del distretto rurale di Wycombe.
- 1945-1950: il Municipal Borough di Chepping Wycombe, il distretto urbano di Marlow e il distretto rurale di Wycombe.
- 1950-1974: il Municipal Borough di High Wycombe, il distretto urbano di Marlow e il distretto rurale di Wycombe.
- 1974-1983: il Municipal Borough di High Wycombe, il distretto urbano di Marlow e nel distretto rurale di Wycombe le parrocchie civili di Chepping Wycombe, Fawley, Fingest and Lane End, Great Marlow, Hambleden, Hughenden, Little Marlow, Medmenham, Turville e West Wycombe Rural.
- 1983-1997: i ward del distretto di Wycombe di Booker and Castlefield, Bowerdean and Daws Hill, Cressex and Frogmoor, Downley, Great Marlow, Green Hill and Totteridge, Hambleden Valley, Hughenden Valley, Keep Hill and Hicks Farm, Kingshill, Lane End and Piddington, Little Marlow, Marlow Bottom, Marlow North, Marlow South, Marsh and Micklefield, Oakridge and Tinkers Wood e West Wycombe and Sands.
- 1997-2010: i ward del distretto di Wycombe di Booker and Castlefield, Bowerdean and Daws Hill, Cressex and Frogmoor, Downley, Great Marlow, Green Hill and Totteridge, Hambleden Valley, Hughenden Valley, Keep Hill and Hicks Farm, Kingshill, Lane End and Piddington, Marlow Bottom, Marlow North, Marlow South, Marsh and Micklefield, Oakridge and Tinkers Wood e West Wycombe and Sands.
- 2010-2024: i ward del distretto di Wycombe di Abbey, Booker and Cressex, Bowerdean, Chiltern Rise, Disraeli, Downley and Plomer Hill, Greater Marlow, Hambleden Valley, Hazlemere North, Hazlemere South, Micklefield, Oakridge and Castlefield, Ryemead, Sands, Terriers and Amersham Hill, Totteridge e Tylers Green and Loudwater.
- dal 2024: i ward del distretto del Buckinghamshire di Abbey, Booker, Cressex and Castlefield, Chiltern Villages, Downley, Ryemead and Micklefield, Terriers and Amersham Hill, Totteridge and Bowerdean, Tylers Green and Loudwater e West Wycombe.

## Membri del parlamento dal 1868
| Elezione | Elezione              | Deputato          | Partito      |
| -------- | --------------------- | ----------------- | ------------ |
|          | 1868                  | William Carington | Liberale     |
| 1883 (S) | Gerard Smith          |                   | Liberale     |
|          | 1885                  | Richard Curzon    | Conservatore |
| 1900     | William Grenfell      |                   | Conservatore |
|          | 1906                  | Arnold Herbert    | Liberale     |
|          | 1910                  | Charles Cripps    | Conservatore |
| 1914 (S) | William Baring du Pré |                   | Conservatore |
|          | 1923                  | Vera Woodhouse    | Liberale     |
|          | 1924                  | Alfred Knox       | Conservatore |
|          | 1945                  | John Haire        | Laburista    |
|          | 1951                  | William Astor     | Conservatore |
| 1952 (S) | John Hall             |                   | Conservatore |
| 1978 (S) | Ray Whitney           |                   | Conservatore |
| 2001     | Paul Goodman          |                   | Conservatore |
| 2010     | Steve Baker           |                   | Conservatore |
|          | 2024                  | Emma Reynolds     | Laburista    |

## Elezioni

### Elezioni negli anni 2020
| Partito                    | Partito                                           | Candidato                  | Risultati 4 luglio 2024 | Risultati 4 luglio 2024 |
| Partito                    | Partito                                           | Candidato                  | Voti                    | %                       |
| -------------------------- | ------------------------------------------------- | -------------------------- | ----------------------- | ----------------------- |
|                            | Laburista                                         | Emma Reynolds              | 16 035                  | 35,92                   |
|                            | Conservatore                                      | Steve Baker                | 11 444                  | 25,64                   |
|                            | Reform UK                                         | Richard Phoenix            | 4 769                   | 10,68                   |
|                            | Lib Dem                                           | Toni Brodelle              | 4 236                   | 9,49                    |
|                            | Workers                                           | Khalil Ahmed               | 3 344                   | 7,49                    |
|                            | Verde                                             | Catherine Bunting          | 2 193                   | 4,91                    |
|                            | Indipendente                                      | Ajaz Rehman                | 1 913                   | 4,29                    |
|                            | Climate                                           | Ed Gemmell                 | 489                     | 1,10                    |
|                            | Indipendente                                      | Mark Smallwood             | 214                     | 0,48                    |
|                            |                                                   |                            |                         |                         |
| Iscritti                   | Iscritti                                          | Iscritti                   | 73 846                  | 100,00                  |
| ↳ Votanti (% su iscritti)  | ↳ Votanti (% su iscritti)                         | ↳ Votanti (% su iscritti)  | 44 637                  | 60,45                   |
| ↳ Astenuti (% su iscritti) | ↳ Astenuti (% su iscritti)                        | ↳ Astenuti (% su iscritti) | 29 209                  | 39,55                   |
|                            |                                                   |                            |                         |                         |
|                            | Esito: collegio passa da Conservatore a Laburista |                            |                         |                         |

### Elezioni negli anni 2010
| Partito                    | Partito                                   | Candidato                  | Risultati 12 dicembre 2019 | Risultati 12 dicembre 2019 |
| Partito                    | Partito                                   | Candidato                  | Voti                       | %                          |
| -------------------------- | ----------------------------------------- | -------------------------- | -------------------------- | -------------------------- |
|                            | Conservatore                              | Steve Baker                | 24 766                     | 45,23                      |
|                            | Laburista                                 | Khalil Ahmed               | 20 552                     | 37,53                      |
|                            | Lib Dem                                   | Toni Brodelle              | 6 543                      | 11,95                      |
|                            | Verdi                                     | Peter Sims                 | 1 454                      | 2,66                       |
|                            | Wycombe Independents                      | Julia Wassell              | 926                        | 1,69                       |
|                            | UKIP                                      | Vijay Srao                 | 324                        | 0,59                       |
|                            | Indipendente                              | Edmund Gemmell             | 191                        | 0,35                       |
|                            |                                           |                            |                            |                            |
| Iscritti                   | Iscritti                                  | Iscritti                   | 78 094                     | 100,00                     |
| ↳ Votanti (% su iscritti)  | ↳ Votanti (% su iscritti)                 | ↳ Votanti (% su iscritti)  | 54 756                     | 70,12                      |
| ↳ Astenuti (% su iscritti) | ↳ Astenuti (% su iscritti)                | ↳ Astenuti (% su iscritti) | 23 338                     | 29,88                      |
|                            |                                           |                            |                            |                            |
|                            | Esito: collegio confermato a Conservatore |                            |                            |                            |

| Partito                    | Partito                                   | Candidato                  | Risultati 8 giugno 2017 | Risultati 8 giugno 2017 |
| Partito                    | Partito                                   | Candidato                  | Voti                    | %                       |
| -------------------------- | ----------------------------------------- | -------------------------- | ----------------------- | ----------------------- |
|                            | Conservatore                              | Steve Baker                | 26 766                  | 50,04                   |
|                            | Laburista                                 | Rafiq Raja                 | 20 188                  | 37,74                   |
|                            | Lib Dem                                   | Steve Guy                  | 4 147                   | 7,75                    |
|                            | UKIP                                      | Richard Phoenix            | 1 210                   | 2,26                    |
|                            | Verdi                                     | Peter Sims                 | 1 182                   | 2,21                    |
|                            |                                           |                            |                         |                         |
| Iscritti                   | Iscritti                                  | Iscritti                   | 77 079                  | 100,00                  |
| ↳ Votanti (% su iscritti)  | ↳ Votanti (% su iscritti)                 | ↳ Votanti (% su iscritti)  | 53 493                  | 69,40                   |
| ↳ Astenuti (% su iscritti) | ↳ Astenuti (% su iscritti)                | ↳ Astenuti (% su iscritti) | 23 586                  | 30,60                   |
|                            |                                           |                            |                         |                         |
|                            | Esito: collegio confermato a Conservatore |                            |                         |                         |

| Partito                    | Partito                                   | Candidato                  | Risultati 7 maggio 2015 | Risultati 7 maggio 2015 |
| Partito                    | Partito                                   | Candidato                  | Voti                    | %                       |
| -------------------------- | ----------------------------------------- | -------------------------- | ----------------------- | ----------------------- |
|                            | Conservatore                              | Steve Baker                | 26 444                  | 51,41                   |
|                            | Laburista                                 | David Williams             | 11 588                  | 22,53                   |
|                            | UKIP                                      | David Meacock              | 5 198                   | 10,11                   |
|                            | Lib Dem                                   | Steve Guy                  | 4 546                   | 8,84                    |
|                            | Verdi                                     | Jem Bailey                 | 3 086                   | 6,00                    |
|                            | Indipendente                              | David Fitton               | 577                     | 1,12                    |
|                            |                                           |                            |                         |                         |
| Iscritti                   | Iscritti                                  | Iscritti                   | 76 318                  | 100,00                  |
| ↳ Votanti (% su iscritti)  | ↳ Votanti (% su iscritti)                 | ↳ Votanti (% su iscritti)  | 51 439                  | 67,40                   |
| ↳ Astenuti (% su iscritti) | ↳ Astenuti (% su iscritti)                | ↳ Astenuti (% su iscritti) | 24 879                  | 32,60                   |
|                            |                                           |                            |                         |                         |
|                            | Esito: collegio confermato a Conservatore |                            |                         |                         |

| Partito                    | Partito                                   | Candidato                  | Risultati 6 maggio 2010 | Risultati 6 maggio 2010 |
| Partito                    | Partito                                   | Candidato                  | Voti                    | %                       |
| -------------------------- | ----------------------------------------- | -------------------------- | ----------------------- | ----------------------- |
|                            | Conservatore                              | Steve Baker                | 23 423                  | 48,64                   |
|                            | Lib Dem                                   | Steve Guy                  | 13 863                  | 28,79                   |
|                            | Laburista                                 | Andrew Lomas               | 8 326                   | 17,29                   |
|                            | UKIP                                      | John Wiseman               | 2 123                   | 4,41                    |
|                            | Indipendente                              | Mudassar Khokar            | 228                     | 0,47                    |
|                            | Indipendente                              | David Fitton               | 188                     | 0,39                    |
|                            |                                           |                            |                         |                         |
| Iscritti                   | Iscritti                                  | Iscritti                   | 72 735                  | 100,00                  |
| ↳ Votanti (% su iscritti)  | ↳ Votanti (% su iscritti)                 | ↳ Votanti (% su iscritti)  | 48 151                  | 66,20                   |
| ↳ Astenuti (% su iscritti) | ↳ Astenuti (% su iscritti)                | ↳ Astenuti (% su iscritti) | 24 584                  | 33,80                   |
|                            |                                           |                            |                         |                         |
|                            | Esito: collegio confermato a Conservatore |                            |                         |                         |

### Elezioni negli anni 2000
| Partito                    | Partito                                   | Candidato                  | Risultati 5 maggio 2005 | Risultati 5 maggio 2005 |
| Partito                    | Partito                                   | Candidato                  | Voti                    | %                       |
| -------------------------- | ----------------------------------------- | -------------------------- | ----------------------- | ----------------------- |
|                            | Conservatore                              | Paul Goodman               | 20 331                  | 45,76                   |
|                            | Laburista                                 | Julia Wassell              | 13 280                  | 29,89                   |
|                            | Lib Dem                                   | James Oates                | 8 780                   | 19,76                   |
|                            | UKIP                                      | Robert Davis               | 1 735                   | 3,91                    |
|                            | Indipendente                              | David Fitton               | 301                     | 0,68                    |
|                            |                                           |                            |                         |                         |
| Iscritti                   | Iscritti                                  | Iscritti                   | 71 426                  | 100,00                  |
| ↳ Votanti (% su iscritti)  | ↳ Votanti (% su iscritti)                 | ↳ Votanti (% su iscritti)  | 44 427                  | 62,20                   |
| ↳ Astenuti (% su iscritti) | ↳ Astenuti (% su iscritti)                | ↳ Astenuti (% su iscritti) | 26 999                  | 37,80                   |
|                            |                                           |                            |                         |                         |
|                            | Esito: collegio confermato a Conservatore |                            |                         |                         |

| Partito                    | Partito                                   | Candidato                  | Risultati 7 giugno 2001 | Risultati 7 giugno 2001 |
| Partito                    | Partito                                   | Candidato                  | Voti                    | %                       |
| -------------------------- | ----------------------------------------- | -------------------------- | ----------------------- | ----------------------- |
|                            | Conservatore                              | Paul Goodman               | 19 064                  | 42,39                   |
|                            | Laburista                                 | Chauhdry Shafique          | 15 896                  | 35,34                   |
|                            | Lib Dem                                   | Dee Tomlin                 | 7 658                   | 17,03                   |
|                            | UKIP                                      | Christopher Cooke          | 1 059                   | 2,35                    |
|                            | Verdi                                     | John Laker                 | 1 057                   | 2,35                    |
|                            | Indipendente                              | David Fitton               | 240                     | 0,53                    |
|                            |                                           |                            |                         |                         |
| Iscritti                   | Iscritti                                  | Iscritti                   | 74 337                  | 100,00                  |
| ↳ Votanti (% su iscritti)  | ↳ Votanti (% su iscritti)                 | ↳ Votanti (% su iscritti)  | 44 974                  | 60,50                   |
| ↳ Astenuti (% su iscritti) | ↳ Astenuti (% su iscritti)                | ↳ Astenuti (% su iscritti) | 29 363                  | 39,50                   |
|                            |                                           |                            |                         |                         |
|                            | Esito: collegio confermato a Conservatore |                            |                         |                         |

## Risultati dei referendum

### Referendum sulla permanenza del Regno Unito nell'Unione europea del 2016
|             | Collegio    | Lasciare UE % | Rimanere in UE % |
| ----------- | ----------- | ------------- | ---------------- |
|             | Wycombe     | 48,0%         | 52,0%            |
|             | Inghilterra | 53,3%         | 46,7%            |
| Regno Unito | 51,9%       | 48,1%         |                  |